# 게미스토스 플레톤
예요르요스 예미스토스 플리톤(Γεώργιος Γεμιστός Πλήθων, 1355년~1452년)은 비잔티움의 플라톤 학자·철학자이다. 콘스탄티노플에서 태어났다. 미스트라의 참주에 봉공하고 동로마제국 개혁의 의견서를 제출하였다. 피렌체 공의회에 그리스 정교회를 대표하여 참석하였다. 그의 감화(感化)에 의해 코시모 데 메디치는 플라톤의 아카데미아 재흥(再興)을 착안하였다. 플레톤은 로마 교회의 신학이 주요 근거로 삼고 있는 아리스토텔레스 철학에 대해 플라톤적 신학이 우월함을 역설하여 격렬한 논쟁을 불러일으켰다. 그는 기독교의 삼위일체나 기적 등의 교의(敎義)를 부정했다. <법률집성(法律集成)>에 표시되어 있는 이상국가론(理想國家論)은 토머스 모어나 캄파넬라 등에 깊은 영향을 주었다.

## 같이 보기
- 헬레니즘 종교
- 르네상스 인문주의자